# دیلن آرنولد
دیلن آرنولد (به انگلیسی: Dylan Arnold) متولد ۱۱ فوریه ۱۹۹۴ یک بازیگر آمریکایی است. او برای بازی در نقش نوح در درام عاشقانه بعد از آن (۲۰۱۹) و دنباله آن بعد از برخورد ما (۲۰۲۰)، کامرون ایلام در هالووین (۲۰۱۸) و دنباله آن، هالووین می‌کشد (۲۰۲۱) شناخته شده‌است.

## زندگی‌نامه
آرنولد فارغ‌التحصیل دانشکده هنر دانشگاه کارولینای شمالی است.
در نوامبر ۲۰۲۰، آرنولد برای نقش اصلی تئو انگلر برای فصل سوم سریال نتفلیکس، یک درام روانشناختی بنام تو انتخاب و تأیید شد.

## فیلم‌شناسی
| سال  | عنوان                       | نقش              | یادداشت                             |
| ---- | --------------------------- | ---------------- | ----------------------------------- |
| ۲۰۱۲ | بچه چاق بر جهان حکومت می‌کند | دیل              |                                     |
| ۲۰۱۴ | کندذهن‌ها                    | پاتریک           |                                     |
| ۲۰۱۴ | یک مایل در چهار دقیقه       | اریک وایت هال    |                                     |
| ۲۰۱۴ | ۷ دقیقه                     | جانی             |                                     |
| ۲۰۱۷ | هنگامی که ما برمی‌خیزیم      | گیلبرت بیکر جوان | اپیزود: "شب دوم: قسمت‌های دوم و سوم" |
| ۲۰۱۷ | SWAT                        | شلاق زدن         | ۲ قسمت                              |
| ۲۰۱۷ | گل‌گرفته                     | کارل اتوود       |                                     |
| ۲۰۱۸ | نشویل                       | توئیگ ویسکی      | نقش تکرار شونده                     |
| ۲۰۱۸ | پاکسازی                     | هنری بودرو       | ۳ قسمت                              |
| ۲۰۱۸ | هالووین                     | کامرون ایلام     |                                     |
| ۲۰۱۹ | بعد از آن                   | نوح پورتر        |                                     |
| ۲۰۱۹ | در تاریکی                   | هنک/مایکل        | ۲ قسمت                              |
| ۲۰۲۰ | بعد از برخورد ما            | نوح پورتر        |                                     |
| ۲۰۲۱ | هالووین می‌کشد               | کامرون ایلام     |                                     |
| ۲۰۲۱ | تو                          | تئو انگلر        | بازیگران اصلی (فصل ۳)               |